# 11 هـ
11 هـ هي سنة في التقويم الهجري امتدت مقابلةً في التقويم الميلادي بين سنتي 632 و633.

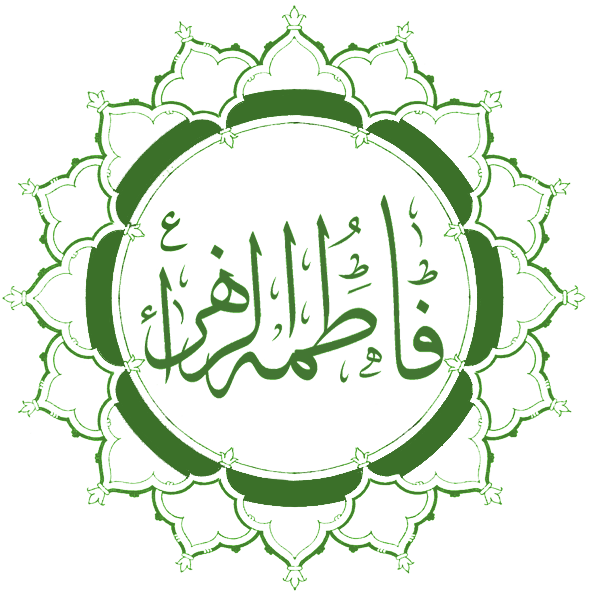
فاطمة الزهراء

## أحداث
- تجهيز جيش أسامة بن زيد لقتال الروم
- حجة الوداع
- مرض النبي محمد ثم وفاته.
- نزول آية ﴿وَاتَّقُوا يَوْمًا تُرْجَعُونَ فِيهِ إِلَى اللَّهِ ثُمَّ تُوَفَّى كُلُّ نَفْسٍ مَا كَسَبَتْ وَهُمْ لَا يُظْلَمُونَ ۝٢٨١﴾ [البقرة:281] وهي على الأغلب آخر آية نزلت من القرآن الكريم.[5]
- تولية أبوبكر الصديق الخلافة بعد الرسول.
- بداية حروب الردة.
- قصة الأسود العنسي
- قتال مسيلمة الكذاب في معركة اليمامة.
- معركة اليمامة

## مواليد
- طويس

## وفيات
- عكاشة بن محصن
- ريحانة بنت زيد زوجة الرسول وأم المؤمنين
- أم أيمن بركة بنت ثعلبة: مولاة النبي - صلى الله عليه وسلم - وحاضنته
- عبد الله بن أبي بكر
- الوليد بن عمارة
- عامر بن البكير
- أكال بن النعمان
- أم زمل
- السائب بن العوام
- الفجاءة السلمي
- داذويه
- ريحانة بنت زيد
- شجاع بن وهب
- عبد الله بن عتيك

### ربيع الأول
- 12 ربيع الأول - الموافق 8 يونيو 632 - وفاة محمد بن عبد الله، رسول الإسلام، وله 63 سنة.

### جمادى الآخرة
- 3 جمادى الآخرة - فاطمة الزهراء، ابنة نبي الإسلام محمد حسب أغلب الروايات.